# 가사이 기요시
가사이 기요시(일본어: 笠井 潔, 1948년 11월 18일 - )는 일본의 추리・SF 소설가, 평론가다. 중앙공론사의 편집자이자 사상가인 야시로 아즈사의 친동생이고, 게임 크리에이터 가사이 카케루의 아버지다.
도쿄도 주오구 츠키시마 출신. 가나가와현립 요코하마스이란고등학교를 1학년 때 중퇴하고, 와코대학에서 제적되었다. 학생운동에 관여하여 구조개혁파계 공산주의노동자당의 학생조직인 프롤레타리아학생동맹의 이데올로그 노릇을 했다. 운동권 시절에는 쿠로키 류시(黒木龍思)라는 가명을 사용했다. “쿠로키”는 루카치주의자 후쿠모토 카즈오가 일본공산당 당내에서 사용하던 이름에서 유래한 것이다. 이후 연합적군 사건을 비롯하여 신좌익 정파들이 우치게바로 변질되어가는 것에 환멸하여 전향하였다.
1974년부터 2년간 파리에 체류하면서 초고를 쓴 『바이바이 엔젤』을 1979년 발표하고 제6회 카도카와소설상을 수상하여 소설가로 데뷔하였다. 소설가 일과 병행하여 철학자로서 왕성하게 활동했다. 『테로의 현상학』이라는 저서에서 마르크스주의와 완전히 결별하고, 마르크스에 근거하지 않는 좌익사상을 모색해 나갔다. 그래서 코사카 슈헤이・나가사키 히로시 등과 함께 사상사의 소위 “마르크스 장송파”에 속한다. 이 사조를 발전시킨 끝에 1995년 『국가민영화론』에서 자본주의를 철저히 함으로써 국가를 해체시킨다는 아나르코자본주의 사상을 분명히 하였다. 
추리소설계에 신본격 조류가 발흥한 이후 그 운동에 공명하여 “본격미스터리의 제3물결”이라고 부르며 높이 평가했다. 이와 함께 본격추리물 평론활동을 활발하게 진행하여, “본격미스터리의 대량사 체험이론(本格ミステリの大量死体験理論)”을 제창했다. 이것은 즉 본격추리물이 성립하기 위해서는 그 나라가, 직전에 인간성을 무시한 총력전에 의한 “대량사”를 경험할 필요가 있다는 문예철학이다. 라이트노벨을 주로 쓰던 요네자와 호노부・하쿠라바 카즈키 등을 신본격파 성향의 동경창원사에 소개하는 등 후진육성에도 힘썼다. 미소녀물에도 관심이 있어 나스 키노코의 『공의 경계』의 권말 해설을 쓴 바 있다.
과거 일본SF작가클럽 회원이었고, 가사이의 제안으로 SF평론 신인상인 “일본 SF평론상”이 창설되기도 했으나 현재는 협회에서 탈퇴했다.